# Neodexiopsis pilosa
Neodexiopsis pilosa är en tvåvingeart som först beskrevs av Stein 1904.  Neodexiopsis pilosa ingår i släktet Neodexiopsis och familjen husflugor. Inga underarter finns listade i Catalogue of Life.